# Туаз
Туаз (уст. Тоаз, от фр. toise) — французская единица длины, использовавшаяся до введения метрической системы.
- 1 туаз = 1,949036 метра.
- 1 туаз = 6 парижских футов = 72 дюйма = 864 линии.

Эталон туаза был изготовлен в 1735 году механиком Ланглуа из железа. Этой единицей пользовались Кондамин, Бугер, Мопертюи и Клэро при градусных измерениях в Лапландии и Перу; отсюда названия «Toise du Pérou», «Toise du Nord».
Сопоставление с метрической системой основано на следующем обстоятельстве: нормальный узаконенный платиновый метр, находящийся в архивах в Париже с 22 июня 1799 года, имел длину, составляющую одну десятимиллионную часть длины четверти земного меридиана, а во время обнародования во Франции закона о метрической системе, названная часть меридиана по геодезическим измерениям составляла 0,513074 длины туаза, именно экземпляра, служившего для измерения меридиана в Перу.

## Этимология
Слово «туаз» произошло от латинского tendere — «вытягивать», через французское tendre («протягивать»). В основе меры лежит расстояние между кончиками пальцев вытянутых рук человека (ср. сажень — от «сягать»).
туаз (~ 1,9 м) был зафиксирован материально (и документально) еще со средних веков. Туазом считалась длина железного прута, вмурованного в стену замка Большой Шатле в Париже.

## Топонимы
- Скала с таким названием есть на побережье Бретани (Франция).